# Hukouteri
Els hukouteris (Hukoutherium) són un gènere de mamífers mesonics extints de la família dels mesoníquids. Visqueren durant el període Paleocè. Se n'han trobat restes fòssils a la Xina.